# Temporada da WTA de 1980
O WTA Tour de 1980 foi a décima temporada desde a fundação da Women's Tennis Association. Começou em 7 de janeiro de 1980 e terminou em 24 de dezembro de 1980. A "Avon Championships World Championship Series" foi a turnê de elite do tênis feminino profissional organizado pela WTA. O ano foi dividido em duas turnês patrocinadas, com os primeiros três meses patrocinados como "Avon Series" e a última parte como "Colgate Series". Incluiu os quatro torneios do Grand Slam e uma série de outros eventos. Os torneios da ITF não faziam parte do tour, embora concedessem pontos para o WTA World Ranking.

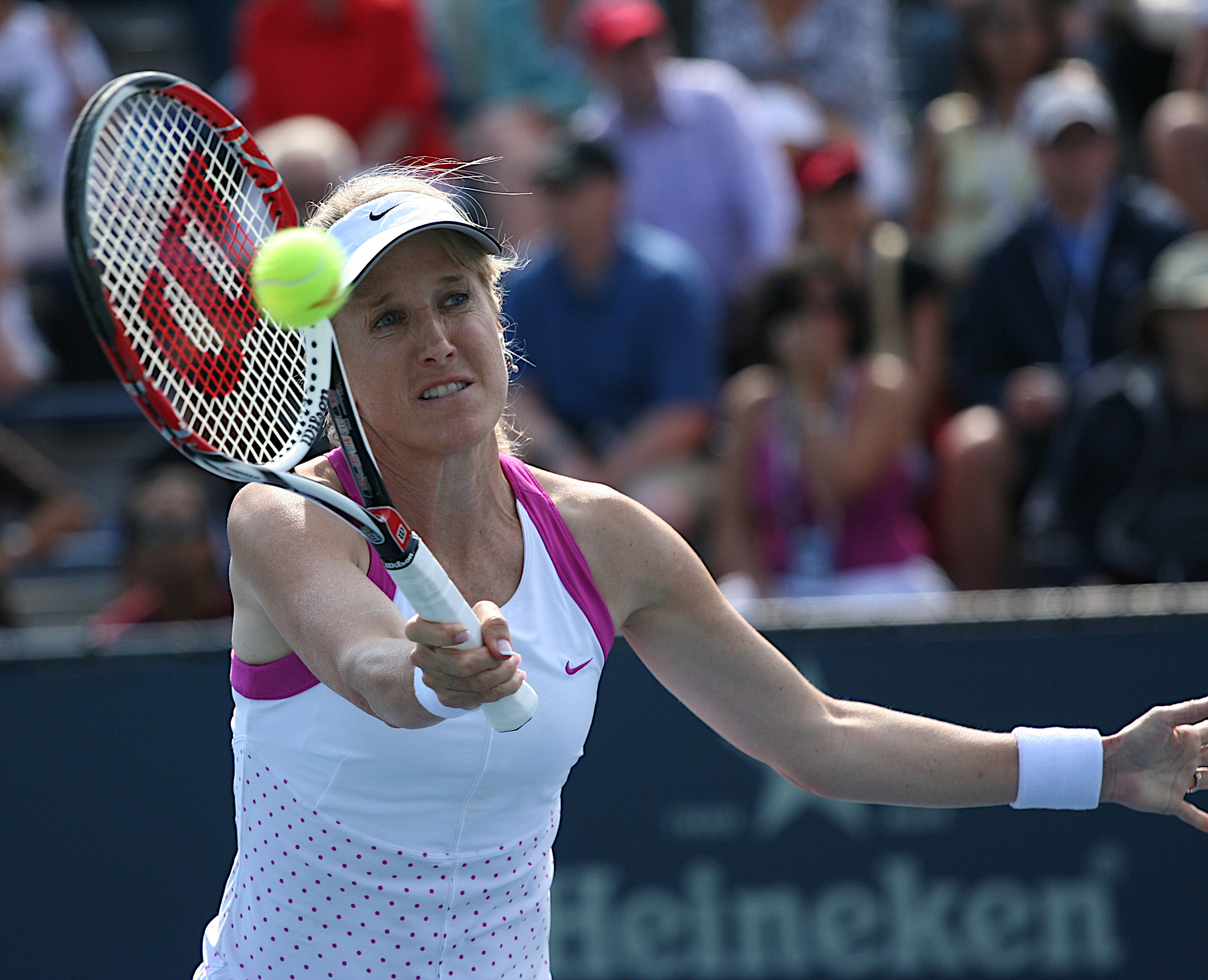
Tracy Austin ganhou 12 títulos na temporada.

## Ranking de final de ano
Lista das 20 primeiras do ranking de final de ano da WTA de 1980 (31 de dezembro de 1980) - Agregado simples e duplas:
| Ranking de simples de final de ano | Ranking de simples de final de ano | Ranking de simples de final de ano | Ranking de simples de final de ano | Ranking de simples de final de ano |
| ---------------------------------- | ---------------------------------- | ---------------------------------- | ---------------------------------- | ---------------------------------- |
| Nº                                 | Jogadora                           | Pontos                             | 1979                               | F                                  |
| 1                                  | Chris Evert (USA)                  | 16.829                             | 2                                  | 1                                  |
| 2                                  | Tracy Austin (USA)                 | 15.633                             | 3                                  | 1                                  |
| 3                                  | Martina Navratilova (USA)          | 14.786                             | 1                                  | 2                                  |
| 4                                  | Hana Mandlíková (TCH)              | 10.801                             | 17                                 | 13                                 |
| 5                                  | Evonne Goolagong Cawley (AUS)      | 10.747                             | 4                                  | 1                                  |
| 6                                  | Billie Jean King (USA)             | 9.737                              | 5                                  | 1                                  |
| 7                                  | Andrea Jaeger (USA)                | 9.611                              | NR                                 | NR                                 |
| 8                                  | Wendy Turnbull (AUS)               | 9.556                              | 7                                  | 1                                  |
| 9                                  | Pam Shriver (USA)                  | 8.227                              | 33                                 | 24                                 |
| 10                                 | Greer Stevens (RSA)                | 8.032                              | 12                                 | 2                                  |
| 11                                 | Virginia Ruzici (ROU)              | 7.598                              | 13                                 | 2                                  |
| 12                                 | Dianne Fromholtz (AUS)             | 7.571                              | 6                                  | 6                                  |
| 13                                 | Kathy Jordan (USA)                 | 7.281                              | 11                                 | 2                                  |
| 14                                 | Sylvia Hanika (FRG)                | 6.248                              | 16                                 | 2                                  |
| 15                                 | Virginia Wade (GBR)                | 5.766                              | 8                                  | 7                                  |
| 16                                 | Sue Barker (GBR)                   | 5.460                              | 10                                 | 6                                  |
| 17                                 | Mima Jaušovec (YUG)                | 5.284                              | 20                                 | 3                                  |
| 18                                 | Regina Maršíková (TCH)             | 5.127                              | 14                                 | 4                                  |
| 19                                 | Bettina Bunge (FRG)                | 4.960                              | 32                                 | 13                                 |
| 20                                 | Terry Holladay (USA)               | 4.551                              | 26                                 | 6                                  |